# Wai Khru Ram Muay

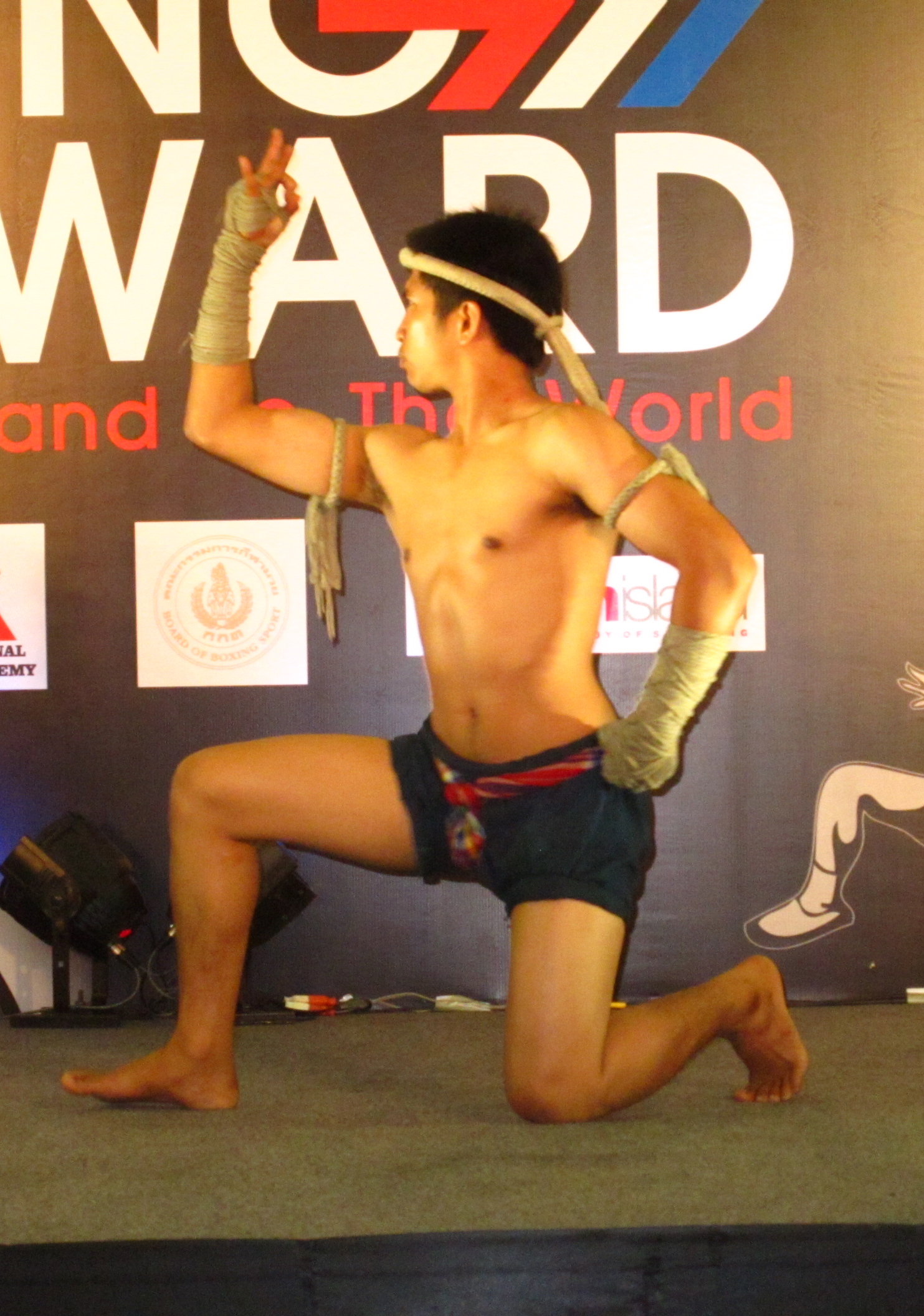
Muay Boran ve stylu Wai Khru Ram Muay

Wai Khru Ram Muay (thajsky ไหว้ครูรำมวย) je aktivita sloužící k rozehřátí, vykonávají ji účastníci soutěží v Muay Thai. 
Význam jednotlivých slov: Wai je činnost vykonávaná Thajci k prokázání úcty druhým přiložením rukou k sobě jako při modlitbě, Khru znamená učitel, Ram znamená tanec ve thajském tradičním stylu a Muay znamená box. Thajci obvykle preferují zkrácený název, buď jen Ram Muay nebo Wai Khru. Ram muay je tedy způsob, kterým je prokazován respekt učitelům a trenérům. V minulosti se muay thai boje konaly v přítomnosti krále a tak Ram Muay mimo jiné sloužil jako omluva králi za brutalitu při zápase.
Prvně bojovník před zápasem vykonává Wai Khru, třikrát dokola obchází ring předtím, než si klekne a 3x se pokloní jakožto důkaz respektu k bohu a člověku. Také se uklání Buddhovi, aby ho požádal o ochranu pro sebe i svého soupeře a o čestný souboj.
Poté bojovník předvádí Ram Muay, jehož jednoduché pohyby demonstrují bojovníkovu kontrolu a styl. Každý bojovník předvádí Ram Muay na každé straně ringu, aby demonstroval svou statečnost publiku. Ram Muay je osobní rituál, který může být jak velmi složitý, tak i velmi jednoduchý, a obvykle obsahuje vodítka, které vypovídají o tom, kdo zápasníka trénoval a odkud zápasník pochází.
Profesionál může během ceremoniálu nosit čelenku nazývanou mongkhon a náramky známé jako pra jiad (mongkhon je ale pro Thai-box jedinečný a nenosí se v Kambodži a Barmě). Vlastní Ram Muay může být doprovázen hudbou. 